# Cité Saint-Martin
La cité Saint-Martin est une voie du 10e arrondissement de Paris, en France.

## Situation et accès
La cité Saint-Martin est une voie publique située dans le 10e arrondissement de Paris. Elle débute au 90, rue du Faubourg-Saint-Martin et se termine en impasse.

## Origine du nom
Elle doit son nom à la rue du Faubourg-Saint-Martin sur laquelle elle débouche. 

## Historique
Cette voie est classée dans la voirie parisienne par arrêté municipal du 7 juin 1993.